# Mount Harper, Yukon
Mount Harper är ett berg i Kanada.   Det ligger i territoriet Yukon, i den västra delen av landet, 4 400 km väster om huvudstaden Ottawa. Toppen på Mount Harper är 1 845 meter över havet, eller 1 090 meter över den omgivande terrängen. Bredden vid basen är 12,2 km.
Terrängen runt Mount Harper är huvudsakligen kuperad, men åt nordväst är den bergig. Trakten runt Mount Harper är nära nog obefolkad, med mindre än två invånare per kvadratkilometer.. Det finns inga samhällen i närheten.
Omgivningarna runt Mount Harper är i huvudsak ett öppet busklandskap.